# Byzantinoslavica
Byzantinoslavica – czasopismo bizantynologiczne o charakterze międzynarodowym. Ukazuje się od 1929 roku w Pradze. Początkowo profil czasopisma oscylował głównie wokół relacji Bizancjum ze Słowianami. Zamieszcza artykuły, recenzje, bibliografie. 